# Baby K
Baby K, de son vrai nom Claudia Nahum, née le 5 février 1983 à Singapour, est une chanteuse et rappeuse italienne.

## Biographie
Née en 1983 à Singapour de parents italiens
, elle emménage avec sa famille à Londres, au Royaume-Uni, où elle grandit. Elle fréquente la Harrow School of Young Musicians, grâce à laquelle elle part en tournée en Europe. Elle se consacre au MCing à l'adolescence. En 2000, elle revient en Italie, après des décennies d'absence, et participe à des programmes radiophoniques sur le hip-hop. En 2006, elle fait ses débuts dans le rap en collaborant avec le rappeur Amir Issa. Elle participe à de nombreux albums ou mixtapes de rappeurs comme Bassi Maestro, Vacca, Amir, et Rayden.

### DeS.O.S.à Max Pezzali (2008–2012)
En 2008, elle débute en solo dans le hip-hop avec la publication de son EP S.O.S, composé de six chansons. Deux ans plus tard, elle revient avec Femmina Alfa, dont le single homonyme totalise 10 000 téléchargements au cours des premiers mois.
En 2011, elle participe également au Hip Hop Tv Birthday Party à la Discoteca Alcatraz de Milan, et ouvre les événements de Marracash et Gué Pequeno. En 2012, Baby K revient sur la scène rap avec l'EP Lezioni di volo, en collaboration avec Ensi, Brusco, LaMiss, et Ntò (ancien membre de Co' Sang). Cette même année, elle collabore avec Max Pezzali sur l'album Hanno ucciso l'Uomo Ragno 2012, avec la chanson Lasciati toccare.
En 2012, Baby K ouvre des dates pour la chanteuse américaine Nicki Minaj au Pink Friday Tour.

### Una seria(2013–2014)

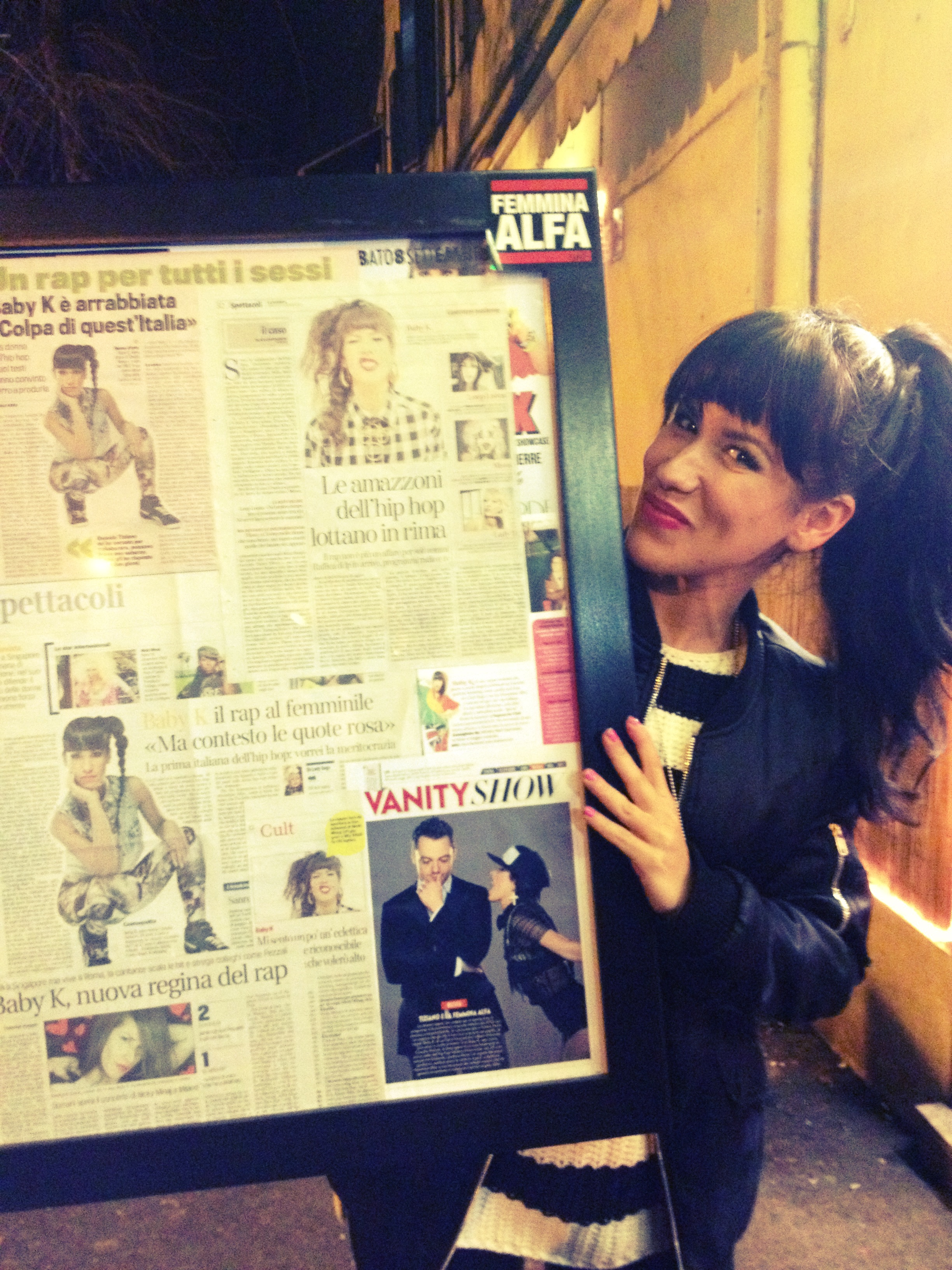
Baby K en 2013.

En 2013, elle publie son nouvel album, Una seria, produit par Sony Music, Michele Canova Iorfida et Tiziano Ferro. Le premier single s'intitule Sparami. Le second single s'intitule Killer, un duo avec Tiziano Ferro ; publié le 25 janvier 2013, il obtient un grand succès, et atteint la première place des classements sur iTunes. Le 12 mars sort son premier album officiel au label Sony Music, intitulé Una seria. Le troisième single de l'album s'intitule Non cambierò mai, avec la participation de Marracash.
Autour d'avril est lancée la Killer Party, première tournée nationale de Baby K. Le 13 mai, Baby K joue à la tournée italienne d'Azealia Banks à l'Alcatraz de Milan. Baby K est également nommée et récompensée dans la catégorie de « meilleur nouvel artiste » aux Pepsi MTV Italia Awards de 2013. En septembre 2013, elle publie le nouveau single Sei sola, encore une fois avec Tiziano Ferro,,. Le 18 janvier 2014, elle sort son nouveau single Una Seria, le titre-album de Fabri Fibra.
Baby K travaille avec les Two Fingerz sur le titre Mi piace de leur album Two Fingerz V, leur nouvel album. Également en 2014, elle collabore avec Manuel Rotondo sur le single Bad Boy pour la finale du Top-DJ Italia, programme télévisé diffusé sur Sky One. Le 18 novembre 2014, elle publie son premier livre Come diventare femmina Alfa, disponible dans toutes les bibliothèques Mondadori. Le 13 décembre 2014, elle participe aux Web Show Awards en chantant Non cambierò mai et Killer.

### Kiss Kiss Bang Bang(depuis 2015)
Au début de 2015, Baby K annonce travailler sur son deuxième album, qui sera publié après l'été, produit par le DJ Takagi et Mr. Ketra de Boom Da Bash. En mai de la même année, elle collabore avec Caneda sur la chanson Seven ainsi qu'avec cinq autres : Fedez, Rocco Hunt, J-Ax, Gemitaiz et Emis Killa.
Le 8 juin 2015 sort le single Anna Wintour, précédant la sortie de son album Kiss Kiss Bang Bang, publié le 11 septembre la même année. Les 19 juin 2015, elle publie son second single Roma-Bangkok, avec la chanteuse Giusy Ferreri. Avec cette chanson, la rappeuse participe à la troisième édition du Coca-Cola Summer Festival. Roma-Bangkok obtient un grand succès en Italie, atteint la première position des Top Digital, et est certifié sept fois disque de platine, et devient le single le mieux vendu en 2015. Le clip de la chanson atteint les 100 millions de vues sur YouTube, obtenant un prix Vevo Certified.
Le 23 octobre 2015, son troisième single Chiudo gli occhi e salto, avec Federica Abbate, entre en rotation sur les ondes radio. Le 19 février 2016, la chanteuse présente une version en espagnol de Roma-Bangkok à Las Palmas de Gran Canaria publié en téléchargement payant.
Le 2 juin 2017, son cinquième single Voglio ballare con te, avec Andrés Dvicio, sort. Le titre devient rapidement populaire en Italie et atteint les 50 millions de vues sur Youtube avant la fin de l'été.
Baby K va ensuite sortir un nouvel album, Icona, en 2018.
En 2021 elle sort Donna sulla luna.

## Discographie
- 2013 : Una seria
- 2015 : Kiss Kiss Bang Bang
- 2018 : Icona
- 2021 : Donna sulla Luna

## Album studio
| Année | Titre | Classement | Classement |
| Année | Titre | ITA        | SWI        |
| ----- | --- | ---------- | ---------- |
| 2013  | Una seria - Publication: 12 mars 2013 - Label: Sony Music - Format: CD, download digital                   | 8          | —          |
| 2015  | Kiss Kiss Bang Bang - Publication: 11 septembre 2015 - Label: Sony Music - Format: CD, download digital    | 4          | 89         |
| 2018  | Icona - Publication: 16 novembre 2018 - Label: Sony Music - Format: CD, download digital                   | 6          |            |
| 2021  | Donna sulla Luna - Publication: 11 juin 2021 - Label: Columbia & Sony Music - Format: CD, download digital |            |            |

## Singles

### Comme artiste principale
| Année | Titre                                            | Classement | Certification      | Album               |
| Année | Titre                                            | ITA        | Certification      | Album               |
| ----- | ------------------------------------------------ | ---------- | ------------------ | ------------------- |
| 2012  | Sparami                                          | —          |                    | Una seria           |
| 2013  | Killer (feat. Tiziano Ferro)                     | 10         | - ITA: Platine     | Una seria           |
| 2013  | Non cambierò mai (feat. Marracash)               | 72         | - ITA: Or          | Una seria           |
| 2013  | Sei sola (feat. Tiziano Ferro)                   | 94         |                    | Una seria           |
| 2015  | Anna Wintour                                     | —          |                    | Kiss Kiss Bang Bang |
| 2015  | Roma-Bangkok (feat. Giusy Ferreri)               | 1          | - ITA: Diamond     | Kiss Kiss Bang Bang |
| 2015  | Chiudo gli occhi e salto (feat. Federica Abbate) | —          | - ITA: Gold        | Kiss Kiss Bang Bang |
| 2016  | Venerdì                                          | —          |                    | Kiss Kiss Bang Bang |
| 2017  | Voglio ballare con te (feat. Andrés Dvicio)      | 2          | - ITA: Platine (5) | Icona               |
| 2017  | Aspettavo solo te                                | —          |                    | Icona               |
| 2018  | Da zero a cento                                  | 2          | - ITA: Platine (3) | Icona               |
| 2018  | Come no                                          | 83         |                    | Icona               |
| 2019  | Playa                                            | 9          | - ITA: Platine (2) | Donna sulla Luna    |
| 2020  | Buenos Aires                                     |            |                    | Donna sulla Luna    |
| 2020  | Non mi basta più (feat. Chiarra Ferragni)        | 3          | - ITA: Platine (3) | Donna sulla Luna    |
| 2021  | Pa ti (avec Omar Montes)                         | 69         | - ITA: Gold        | Donna sulla Luna    |
| 2021  | Non dire una parola (avec Alvaro Soler)          |            |                    | Donna sulla Luna    |
| 2021  | Bolero (feat. Mika)                              | 47         | - ITA: Platine     | Donna sulla Luna    |
| 2023  | M'ama non m'ama                                  |            |                    |                     |
| 2024  | Fino al Blackout                                 |            |                    |                     |
| 2025  | Follia Mediterranea                              |            |                    |                     |

### Comme artiste invitée
| Année | Titre                                                                      |
| ----- | -------------------------------------------------------------------------- |
| 2015  | Seven (Caneda feat. Fedez, J-Ax, Gemitaiz, Rocco Hunt, Baby K, Emis Killa) |
| 2016  | Light It Up (ora che non c'è nessuno) (Major Lazer feat. Baby K)           |
| 2019  | Dio benedica il reggaeton (Fred De Palma feat. Baby K)                     |
| 2021  | Mohicani (Boomdabash feat. Baby K)                                         |

## Tournées
- 2012 : Pink Friday Tour (avec Nicki Minaj)
- 2013 : Killer Party Tour
- 2013 : Una seria Tour
- 2016 : Club Tour[20]

## Distinctions
- 2013 : MTV Italia Awards – Pepsi Best New Artist
- 2016 : Vevo Certified, pour Roma-Bangkok
- 2016 : Wind Music Awards – « premier single certifié disque de diamant » pour Roma-Bangkok